# Alyaksandr Kulchy
Alyaksandr Kulchy (en bielorruso: Аляксандр Мікалаевіч Кульчы; en ruso: Александр Николаевич Кульчий; Gomel, RSS de Bielorrusia; 1 de noviembre de 1973) es un exfutbolista y entrenador de fútbol de Bielorrusia que jugaba en la posición de centrocampista y que actualmente dirige al FC Dynamo-2 Moscow de la Liga de Fútbol Profesional de Rusia.

## Carrera

### Club
| Periodo   | Club                          |
| --------- | ----------------------------- |
| 1991      | Gomelselmash Gomel            |
| 1992–1993 | Fandok Bobruisk               |
| 1994–1996 | MPKC Mozyr                    |
| 1997–1999 | FC Dynamo Moscow              |
| 1997–1999 | → FC Dynamo-d Moscow (cedido) |
| 2000–2005 | FC Shinnik Yaroslavl          |
| 2006–2007 | FC Tom Tomsk                  |
| 2008–2010 | FC Rostov                     |
| 2011–2012 | FC Krasnodar                  |
| 2012      | FC Sibir Novosibirsk          |
| 2013      | FC Irtysh Pavlodar            |

### Selección nacional
Jugó para Bielorrusia de 1996 a 2012 donde anotó cinco goles en 102 partidos, siendo actualmente el jugador con más apariciones con la selección nacional. Su partido 100 fue un partido amistoso ante Lituania el 7 de junio de 2012 que terminó con empate 1-1.

#### Goles con Selección
| N.º | Fecha      | Sede                                                          | Rival                  | Gol | Resultado | Torneo                   |
| --- | ---------- | ------------------------------------------------------------- | ---------------------- | --- | --------- | ------------------------ |
| 1   | 27-5-1996  | City Stadium, Molodechno, Bielorrusia                         | Azerbaiyán             | 2–1 | 2–2       | Amistoso                 |
| 2   | 31-7-1996  | Dinamo Stadium, Minsk, Bielorrusia                            | 1989                   | 1–1 | 2–2       | Amistoso                 |
| 3   | 21-8-2002  | Skonto Stadium, Riga, Letonia                                 | Letonia                | 2–2 | 4–2       | Amistoso                 |
| 4   | 22-11-2004 | Mohammed Bin Zayed Stadium, Abu Dhabi, Emiratos Árabes Unidos | Emiratos Árabes Unidos | 3–2 | 3–2       | Amistoso                 |
| 5   | 30-3-2005  | Arena Petrol, Celje, Eslovenia                                | Eslovenia              | 1–1 | 1–1       | World Cup 2006 qualifier |

### Entrenador
| Periodo   | Club                           |
| --------- | ------------------------------ |
| 2014–2015 | Bielorrusia (asistente)        |
| 2016–2017 | FC Dynamo-2 Moscow (asistente) |
| 2018–2019 | FC Gomel (asistente)           |
| 2019      | FC Gomel                       |
| 2020      | FC Dynamo Moscow U20           |
| 2020–     | FC Dynamo-2 Moscow             |
| 2020      | FC Dynamo Moscow (interino)    |

## Logros

### Club
MPKC Mozyr
- Belarusian Premier League: 1996
- Belarusian Cup: 1995–96

### Individual
- Futbolista Bielorruso del Año: 2009